# Dawit Estifanos
Dawit Estifanos est un joueur éthiopien de football évoluant au poste de milieu de terrain au sein du club d'Ethiopian Coffee.

## Carrière
Après avoir commencé sa carrière lors de la saison 2009-2010 au sein du Dedebit FC, il rejoint l'année suivante Ethiopian Coffee.
En janvier 2013, il est appelé par le sélectionneur Sewnet Bishaw pour faire partie du groupe des 23 joueurs participants à la phase finale de la Coupe d'Afrique des nations 2013.